# Het aanzoek (Tsjechov)
Het aanzoek of Het huwelijksaanzoek met als ondertitel Een grap in één bedrijf (Russisch: Предложение: шутка в одном действии) is een eenakter van Anton Tsjechov uit 1888. De première vond plaats op 12 april 1889 in de Hoofdstedelijke Kunstkring in Sint-Petersburg. Het toneelstuk is een van de acht "vaudevilletjes" die Tsjechov in de loop der jaren schreef en waartoe verder onder andere Zwanenzang, De beer,  Het jubileum en Over de schadelijkheid van tabak behoren.

## Personages
Stepan Stepanovitsj Tsjoeboekov (Степан Степанович Чубуков)
Een landeigenaar
Natalja Stepanovna (Наталья Степановна)
Zijn 25-jarige dochter
Ivan Vasiljevitsj Lomov (Иван Васильевич Ломов)
Tsjoeboekovs buurman, een kerngezonde, weldoorvoede, maar zeer hypochondrische landeigenaar

## Synopsis
Een door alle betrokkenen gewenst huwelijk loopt bijna spaak door misverstanden en oud zeer.

## Opvoeringsgeschiedenis
De eerste opvoering van Tsjechovs "vaudevilletje" (водевильчик) vond plaats op 12 april 1889 in de Hoofdstedelijke Kunstkring (Столичный артистический кружок) in Sint-Petersburg. De opvoering in het theater van Tsarskoje Selo bleek tot Tsjechovs stomme verbazing een groot succes bij tsaar Alexander III. In een brief van 29 augustus schreef hij gekscherend: "Ik ga ervan uit dat ik de Orde van Sint-Stanislaus krijg en benoemd wordt tot Geheimraad." Vanaf 12 september 1889 werd de eenakter 51 keer opgevoerd in het Alexandrinskitheater.
De Moskouse première vond plaats op 1 september 1889 in het kortstondige privétheater van de actrice E.N. Goreva, maar volgens zijn brief van 18 september 1889 zag Tsjechov zich genoodzaakt het stuk van het repertoire te halen. Succesvoller was de productie in het Malytheater in Moskou waar Het aanzoek vanaf 20 februari 1891 tot aan 1917 tachtig keer werd opgevoerd.
In 1935 voegde de avantgardistische regisseur en voormalige Tsjechov-acteur Vsevolod Meyerhold de drie eenakters Het aanzoek, De beer en Het jubileum samen tot een avondvullende, satirische voorstelling getiteld 33 flauwtes.

## Nederlandse vertalingen
- Charles B. Timmer (vertaald als Het huwelijksaanzoek): Anton P. Tsjechow, Verzamelde werken VI. Toneel, Amsterdam, G.A. van Oorschot, 1956, p. 567
- Marja Wiebes & Yolanda Bloemen (vertaald als Het aanzoek): A.P. Tsjechov, Verzamelde Werken VI. Toneel, Amsterdam, G.A. van Oorschot, 2013, p. 141